# Bulbophyllum mananjarense
Bulbophyllum mananjarense é uma espécie de orquídea (família Orchidaceae) pertencente ao gênero Bulbophyllum. Foi descrita por Henri Louis Poisson em 1912.